# Choisille
Die Choisille (im Oberlauf: Petite Choisille) ist ein Fluss in Frankreich, der im Département Indre-et-Loire in der Region Centre-Val de Loire verläuft. Sie entspringt im Gemeindegebiet von Nouzilly, entwässert generell in südwestlicher Richtung und mündet nach rund 26 Kilometern im Ballungsraum von Tours, an der Gemeindegrenze von Fondettes und Saint-Cyr-sur-Loire, als rechter Nebenfluss in die Loire.
Sehr verwirrend ist die mehrfache Verwendung des Flussnamens "Petite Choisille" für unterschiedliche Fließgewässer im selben Einzugsgebiet: so heißt der Fluss Choisille an seiner Quelle zunächst einmal selbst Petite Choisille, bis er nach rund fünf Kilometern von rechts einen etwa zehn Kilometer langen Zufluss aufnimmt, der ebenfalls den Namen Petite Choisille aufweist, alternativ aber auch Choisille de Chênusson genannt wird. Ab diesem Punkt nimmt der Hauptfluss nun den Namen Choisille an und erhält im Ortsgebiet von La Membrolle-sur-Choisille von rechts schon wieder einen Nebenfluss des Namens Petite Choisille mit 17 Kilometern Länge.

## Orte am Fluss
(Reihenfolge in Fließrichtung)
- Nouzilly
- Langennerie, Gemeinde Chanceaux-sur-Choisille
- Mettray
- La Membrolle-sur-Choisille
- Fondettes
- Saint-Cyr-sur-Loire